# Kruh (Star Trek: Stanice Deep Space Nine)
Kruh (v anglickém originále The Circle) je v pořadí druhá epizoda druhé sezóny seriálu Star Trek: Stanice Deep Space Nine.

## Příběh
Odo, Dax, Bashir, O'Brien a dokonce i Quark zavítají do kajuty Kiry, kde každý svým způsobem dává najevo, že nesouhlasí s jejím odchodem. Nakonec přichází vedek Bareil a pozve Kiru do kláštera na Bajoru. Kira nabídku přijímá, a když opouští stanici, uvědomuje si, jak tuhle pozici ještě před rokem nenáviděla a jak jí od té doby přirostla k srdci. Li Nalas ujišťuje Siska, že o Kiřinu práci nestál a že Kiru nemůže nikdo nahradit.
Na Bajoru se Kira a Bareil sbližují a Bareil nechá Kiru nahlédnout do jednoho z bajorských Orbů, aby získala radu, co dál. Prožije vizi, v níž jsou s Bareilem milenci, což však před ním později zatají. Mezitím na DS9 Quark panikaří, protože věří, že xenofobní Kruh přebírá stanici. Slyšel, že Kruh vyzbrojují Kressariané a Odo ho přinutí, aby zjistil něco bližšího. Po několika prohlídkách kressarijské nákladní lodi nezjistí Dax a O'Brien nic podezřelého. Loď odlétá, avšak s Odem v podobě krysy na palubě.
Sisko navštíví velitele bajorské domobrany, generála Krima. Po rozhovoru s ním dojde k závěru, že armáda nezastaví převrat zahájený Kruhem. Navštíví také Kiru a brzy poté je Kira unesena maskovanými členy Kruhu. Ministr Jaro odhaluje Kiře, že on je vůdcem Kruhu a že zařídil, aby byl Li Nalas umístěn na DS9. Nabízí Kiře, aby se k němu připojila, ale i když nemá prozatímní vládu v oblibě, odpoví, že nikoli zbraně, ale volební hlasy jsou způsobem, jak vládu změnit.
Sisko a Kira dojdou k závěru, že musí dostat Li Nalase do Rady ministrů, protože on je jediný, kdo může získat dostatek podpory pro zastavení Kruhu. Vědí, že Kruh se ho bude snažit zastavit. Ozve se však Odo, který je informuje, že má důkazy, že zbraně Kruhu dodávají Cardassiané prostřednictvím Kressarianů ve snaze dostat Federaci z Bajoru, aby ho mohli ovládnout. V tu chvíli je však přerušena komunikace s Bajorem.
Jaro jde za vedek Winn a žádá ji o podporu coby duchovního vůdce Bajoranů, aby tak ospravedlnila převrat. K DS9 se blíží několik bajorských útočných lodí a nařizují všem nebajoranům evakuovat stanici. Sisko kontaktuje Hvězdnou flotilu, ale admirál Chekote odpoví, že Základní směrnice nedovoluje zakročit. Přesto jsou Sisko a jeho posádka odhodláni zůstat na stanici.

## Zajímavosti
- Tato epizoda tvoří spolu s předchozí epizodou „Návrat domů“ a následujícím dílem „Útok“ třídílný příběh.
- Na stole v pracovně komandéra Siska je poprvé k vidění jeho baseballový míč.
- Herec Stephen Macht (generál Krim) by jedním z kandidátů na roli kapitána Picarda v seriálu Star Trek: Nová generace.
- Admirál Chekote se objeví ještě v epizodě seriálu Star Trek: Nová generace „Gambit (1. část)“. Herec Bruce Gray si zahrál ještě v seriálu Star Trek: Enterprise postavu Suraka (epizoda „Probuzení“).